# Ilex savannarum
Ilex savannarum är en järneksväxtart som beskrevs av John Julius Wurdack. Ilex savannarum ingår i släktet järnekar, och familjen järneksväxter. Utöver nominatformen finns också underarten I. s. morichei.